# Калинино (Поколюбичский сельсовет)
Калинино (бел. Калі́ніна) — посёлок в Поколюбичском сельсовете Гомельского района Гомельской области Республики Беларусь.

## География

### Расположение
В 5 км на северо-восток от Гомеля.

## Транспортная сеть
Автодорога Ветка — Гомель. Планировка состоит из прямолинейной улицы, ориентированной с юго-запада на северо-восток (по обеим сторонам автодороги). Застроена деревянными домами усадебного типа.

## История
Основан в начале XX века переселенцами из соседних деревень. Наиболее активная застройка приходится на 1920-е годы. В 1926 году в Поколюбичском сельсовете Гомельского округа. Действовали начальная школа и изба-читальня. В 1930 году организован колхоз «Новая жизнь», работала кузница. В 1959 году в составе колхоза имени В.И. Ленина (центр — деревня Поколюбичи).

## Население

### Численность
- 2004 год — 90 хозяйств, 249 жителей.

### Динамика
- 1926 год — 49 дворов, 265 жителей.
- 1959 год — 325 жителей (согласно переписи).
- 2004 год — 90 хозяйств, 249 жителей.